# Der Fluch von Siniestro
Der Fluch von Siniestro (Originaltitel: The Curse of the Werewolf) ist ein Horrorfilm der britischen Hammer-Filmproduktion aus dem Jahr 1961 und basiert lose auf dem Roman The Werewolf of Paris von Guy Endore. Die Hauptrollen spielten Clifford Evans und Oliver Reed.

## Handlung
Spanien im 18. Jahrhundert. Ein Bettler sucht den Marqués Siniestro in der Hoffnung auf eine milde Gabe auf. Der Marqués jedoch ist ein grausamer Sadist, der den armen Wanderer wie ein Tier behandelt und ihn in den Kerker werfen lässt.
Nach vielen Jahren Gefangenschaft ist der Bettler wirklich zu einer tierhaften Bestie degeneriert. Er vergewaltigt eine junge stumme Magd, die man zu ihm gesperrt hat, weil sie sich dem Marqués nicht freiwillig hingeben wollte. In derselben Nacht ermordet sie sowohl den Bettler als auch ihren grausamen Herrn und flieht in die Wälder, wo sie sich die nächsten Monate versteckt, bis sie von dem Arzt Don Alfredo Corledo gefunden wird.

In Don Corledos Haus wird sie gut versorgt. Sie erwartet ein Kind, das wohl am 25. Dezember geboren werden wird. Ein schlechtes Omen, sollte das Kind ungewollt sein. Tatsächlich bringt sie ihren Sohn pünktlich zur Weihnacht zur Welt, stirbt aber an den Folgen der Geburt. Don Corledo nimmt sich des Jungen an und lässt ihn auf den Namen Leon Corledo taufen.
Einige Jahre später werden immer wieder Schafe tot und mit aufgerissener Kehle aufgefunden. In der nächsten Vollmondnacht schießt der Jäger, der mit dem Betrauen der Schafe beauftragt ist, auf eine kleine dunkle Gestalt, die knurrt und heult. Am nächsten Morgen wird der junge Leon mit einer Schussverletzung am Bein in seinem Bett aufgefunden. Er wird von Alpträumen geplagt, in denen er davon träumt ein Wolf zu sein. Der Dorfpriester bestätigt Don Corledo, dass es unter bestimmten Umständen möglich ist, dass ein böser Geist von einem lebenden Menschen Besitz ergreift und ihn in einen Werwolf verwandelt und, dass es wahrer Liebe bedarf, um erlöst zu werden.
Weitere Jahre vergehen und Leon ist zu einem attraktiven jungen Mann herangewachsen. Er hat sich seit damals nicht wieder verwandelt und kann sich auch nicht mehr daran erinnern. Nun will er die Welt kennenlernen und nimmt eine Stelle bei einem reichen Winzer an. Dessen Tochter Cristina und Leon verlieben sich ineinander, doch sie ist bereits einem vermögenden Edelmann versprochen, weshalb sie sich heimlich treffen müssen.
Am Zahltag überredet sein Freund und Arbeitskollege ihn, mit in ein Lokal zu kommen. Er ist aber frustriert, weil er nicht mit Cristina zusammen sein kann und die Gesellschaft der Prostituierten sagt ihm ebenfalls nicht zu. Als der Vollmond aufgeht, verwandelt er sich zum ersten Mal seit seiner Kindheit wieder in die Bestie und tötet drei Menschen, darunter auch seinen Freund. Morgens kann er sich an nichts erinnern. Don Corledo findet ihn ohne Kleidung und mit blutbefleckten Händen in seinem Bett, geschüttelt von schlimmen Alpträumen. Als er und der Dorfpriester Leon mit der furchtbaren Wahrheit konfrontieren, will er es zunächst nicht wahrhaben. Er läuft zu Cristina, um mit ihr durchzubrennen, wird jedoch von der Polizei wegen der Morde verhaftet und eingesperrt.
Leon fleht Don Corledo nun an, ihn mit einer silbernen Kugel zu erschießen um ihn von weiteren Untaten abzuhalten. Bevor dieser jedoch eine solche aufgetrieben hat, gegossen aus einem silbernen Kruzifix, ist die Nacht hereingebrochen und der Werwolf in Leon ist wieder erwacht. Die Bestie tötet einen Zellengenossen und den Wärter und versucht nun über die Dächer der Kleinstadt zu fliehen.
Auf der Straße hat sich aber bereits ein tobender Mob zusammengerottet, der kurzen Prozess mit dem Werwolf machen will. Nach einer erbitterten Verfolgungsjagd quer durch die Ortschaft flüchtet er sich schließlich in den Glockenturm der Kirche, wo Don Alfredo Corledo nichts weiter tun kann, als seinen Ziehsohn mit der Silberkugel durch einen Schuss ins Herz zu erlösen.

## Kritiken
- Lexikon des internationalen Films: „Schauermär eines spanischen Jungen im 18. Jahrhundert, der – halb Mensch, halb Wolf – unter dämonischem Zwang mordet und „aus Barmherzigkeit“ erschossen werden muss. Greller Horror aus der ‚Hammer‘-Produktion.“[1]

- Zeitgenössische Kritiken nahmen den Film kontrovers auf. Das US-Fachblatt Variety schrieb, dass „das Niveau der Darstellung für einen Film dieses Charakters außergewöhnlich sei.“ Außerdem hieß es „der Film sei ein Triumph sämtlicher beteiligter Handwerker. Unter Regisseur Terence Fishers unverkennbar kluger Leitung hätten diese Spezialisten eine stimmungsvolle Produktion auf die Beine gestellt, die rein visuell zum besten gehöre, was der Horrorfilm aufzuweisen habe.“[2]

- Ganz anderer Meinung war hingegen im Jahre 1961 der film-dienst, da die „absurde Geschichte [...] nicht nur die gottgegebene Einheit von Leib und Seele zugunsten unappetitlicher Gruselunterhaltung in Frage stelle“, sondern „auch in einer deutlichen Beanspruchung des Euthanasie-Gedankens gefalle“.[2] Der evangelischer Film-Beobachter wertete den Film als „Grusel-Konfektion“ wie gehabt.[2]

## Sonstiges
- In Der Fluch von Siniestro treten zwei James-Bond-Veteranen auf, Anthony Dawson als sadistischer Marqués Siniestro und Desmond „Q“ Llewelyn in einer winzigen Nebenrolle als Hausdiener.
- Der Film sollte Anlass zum heftigsten Disput zwischen Hammer und dem British Board of Film Classification geben. Der Fluch von Siniestro wurde erst freigegeben, nachdem fast alle Szenen mit dem Werwolf geschnitten wurden. Außerdem wurden einige Mord-Szenen gekürzt bzw. nachgedunkelt oder gänzlich entfernt.
- Hammer plante zwar einen Werwolf-Film, arbeitete aber zu dieser Zeit ursprünglich an einem Film unter dem Arbeitstitel The Rape of Sabena, eine historische Geschichte in der Zeit der spanischen Inquisition. Das Projekt wurde aber wegen Bedenken der BBFC bezüglich der Altersfreigabe und einigen Protesten seitens der katholischen Kirche wegen des Drehbuches abgesagt. Da aber der Kulissenbau bereits begonnen hatte, wurden diese einfach für Der Fluch von Siniestro verwendet und man verlegte die Geschichte nach Spanien.
- Aufgrund der starken Reibereien zwischen der Filmproduktionsgesellschaft und der Zensurbehörde blieb Der Fluch von Siniestro Hammer’s einziger Werwolf-Film.